# Notocladonia cochleata
Notocladonia cochleata är en lavart som först beskrevs av Johannes Müller Argoviensis, och fick sitt nu gällande namn av S. Hammer. Notocladonia cochleata ingår i släktet Notocladonia och familjen Cladoniaceae.   Inga underarter finns listade i Catalogue of Life.